# Johan Ludvig Losting
Johan Ludvig Losting (født 11. september 1810 i Bergen, død 31. marts 1876) var en norsk litograf og maler.
Losting ansattes tidlig, efter at have gennemgået sin fødebys tegneskole og efter nogen tids selvstændig virksomhed som portrættegner, ved det af kaptajn Prahl i Bergen 1827 oprettede Lithografiske Officin, det første i denne by. Som tegner og litograf udførte ban her en række — nu til dels sjældne — prospekter, portrætter og nationaldragter, særlig fra Bergen og omegn, og foretog sammen med Prahl rejser i Tyskland for videre at uddanne sig i Litografien.
Til dette officin var han i en længere årrække knyttet og udviklede sig efterhånden til en dygtig tegner og litograf navnlig på det specielle område, hvortil hans navn vil blive knyttet. Til D.C. Danielssens og C.W. Boecks værk Om Spedalskheden (1847) tegnede og litograferede han således plancherne, og den dygtighed, han i herved lagde for dagen, skaffede ham 1849 et statsstipendium til et studieophold i Paris.
1855—62 udkom de samme forfatteres store værk om hudens sygdomme, hvortil de kromo-litograferede tavler ligeledes var udførte af Losting. De vakte megen opmærksomhed og forskaffede ham flere udmærkelser (Mention honorable i Paris 1855 og medalje af 1. klasse ved den nordiske Kunst- og Industriudstilling i København 1872). I Bergen underviste Losting i tegning og maling. Blandt hans elever var således Henrik Ibsen.
I Oslo Bymuseum findes en række portrætter og prospekter af Losting. Lostings utrættelige arbejdskraft og varme interesse for alt, hvad der kunde befordre udviklingen af kunstens trivsel i hans fødeby, blev også stærkt benyttet. Særlig har han været et virksomt medlem af den bergenske kunstforenings bestyrelse i en længere årrække.